# Le bagnanti (Renoir Filadelfia)
Le bagnanti, conosciuto anche come Le grandi bagnanti (Les Grandes Baigneuses), è uno dei due dipinti sul tema delle bagnanti realizzati dal pittore francese Pierre-Auguste Renoir. Si tratta di un dipinto a olio su tela di 117.8x170.8 cm realizzato tra il 1884 ed il 1887. È conservato nel Philadelphia Museum of Art.
Le due modelle principali sono Aline Charigot, in secondo piano, e Suzanne Valadon, in primo, e danno un'impressione di libertà e disinibizione. Il tema della bagnante è predominante nell'ultima stagione pittorica di Renoir, tanto che un quadro omonimo, Le bagnanti, sarà l'ultimo cui lavorerà il pittore nel 1919, poco prima di morire.

## Storia

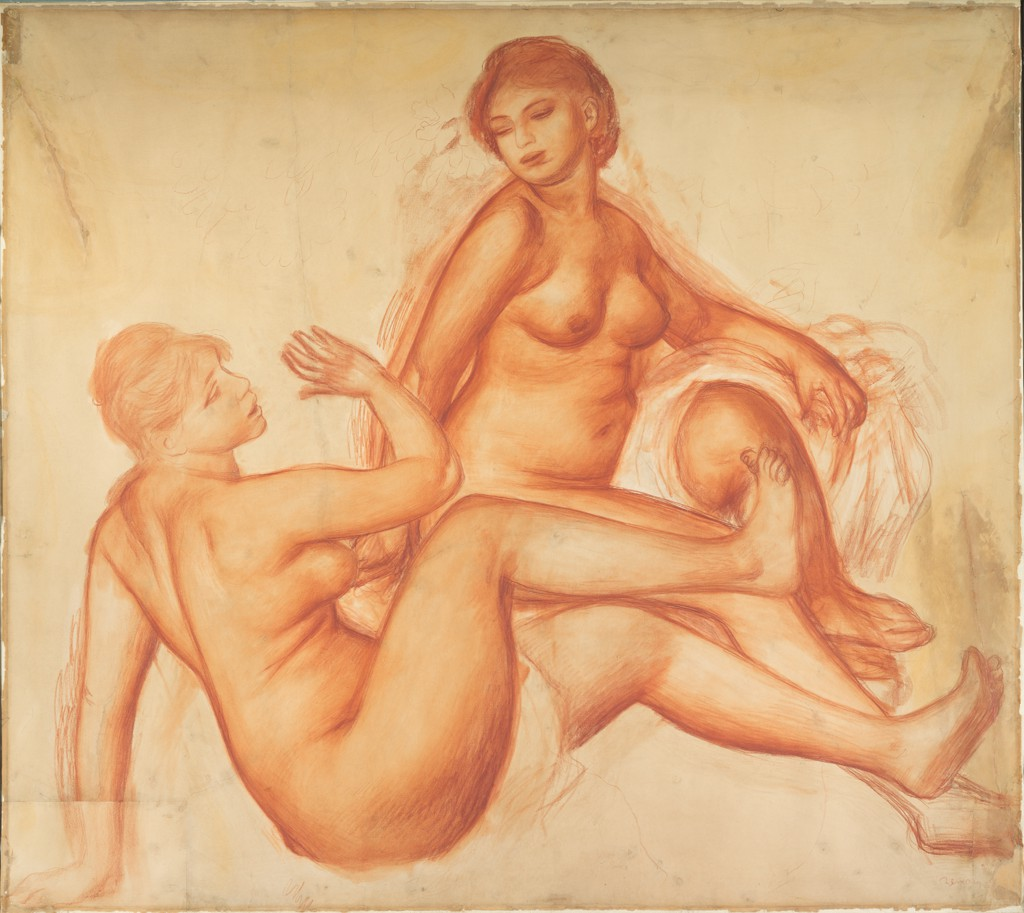
Uno studio per le bagnanti di sinistra.

Questo grande dipinto, che Renoir iniziò poco tempo dopo il suo ritorno dall'Italia, segna una tappa importante nella sua opera. Questa tela si ispira a una scultura di François Girardon (Il bagno delle ninfe del 1672, un bassorilievo in piombo realizzato per una fontana del parco di Versailles), ma si sente anche l'influenza delle opere di Ingres, e soprattutto gli affreschi di Raffaello, che l'artista aveva assorbito durante il suo viaggio in Italia. Questi due grandi artisti influiranno d'ora in poi sul modo di dipingere e di disegnare di Renoir, che adotterà una maniera più disciplinata e più classica. Egli rinunciò a dipingere all'aria aperta e fece del nudo femminile, che fino a quel momento era assente nella sua pittura, il suo soggetto principale.
In questo periodo Renoir cominciava ad allontanarsi dall'impressionismo e attraversava un periodo di dubbi. In seguito confidò ad Ambroise Vollard:
Prima di decidersi a esporre Le grandi bagnanti, Renoir ci lavorò per tre anni interi, il tempo più lungo che egli dedicò ad una delle sue tele. In questo periodo realizzò molti studi preparatori a grafite, inchiostro, gessetto o ad acquerello.
La tela fu esposta all'esposizione internazionale del 1887, che si tenne nella galleria prestigiosa di Georges Petit, uno dei mercanti d'arte più in vista all'epoca assieme a Paul Durand-Ruel. Renoir era preoccupato e si chiedeva come il pubblico avrebbe accolto il suo nuovo stile. Durante questa esposizione, diede un sottotitolo alla sua tela: Tentativo di una pittura decorativa. Ma quest'opera magistrale fu accolta diversamente. Se Claude Monet, che parlò di un "quadro superbo di bagnanti", o lo scrittore Marcel Proust, che lo trovò come "uno dei [quadri] più belli di Renoir", apprezzarono l'opera, questa ricevette così tante critiche negative che Renoir decise di porre fine al periodo ingresco.

## Descrizione

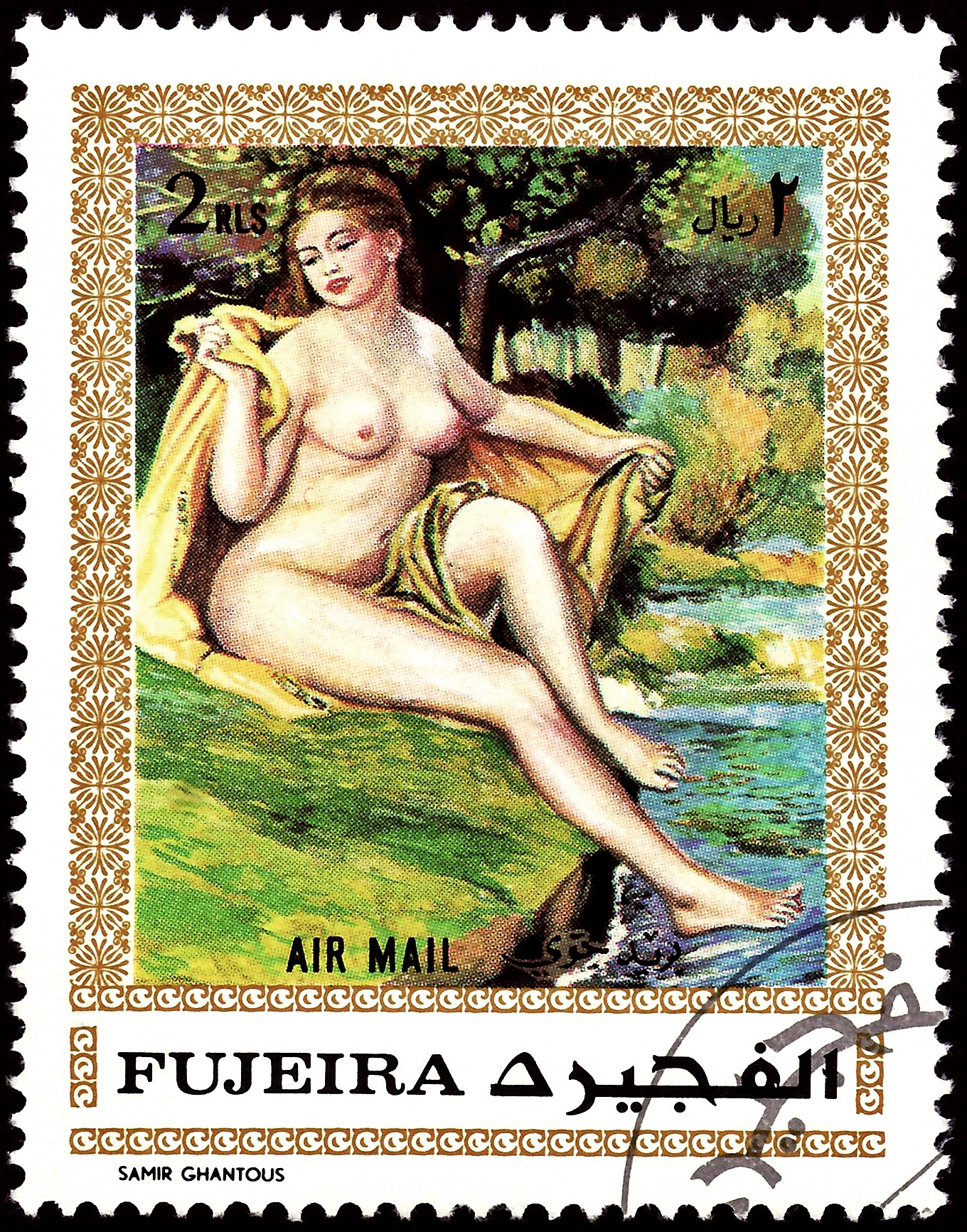
Un francobollo emiratino del 1970 che riprende la bagnante centrale.

La scena ritrae un gruppo di bagnanti alle rive di uno specchio d'acqua. Tutte le protagoniste sono nude e hanno i capelli legati da nastri o fiocchi. Una di queste si trova in acqua e si diverse a schizzare le sue amiche sulla riva. La bagnante in primo piano prova a difendersi dallo spruzzo sporgendosi all'indietro, mentre quella in secondo piano sorride divertita e si toglie una veste giallastra. La gestualità di queste due donne richiama sia i movimenti naturali che quelli presenti in alcuni dipinti manieristi del sedicesimo secolo, come alcune opere di Agnolo Bronzino. Sullo sfondo si intravedono altre due bagnanti in acqua, una delle quali si sta aggiustando i capelli, e un paesaggio ricco di alberi e di vegetazione. Le bagnanti dipinte da Pierre-Auguste Renoir non hanno nulla di mitologico, al contrario di quelle dipinte da Tiziano o dal Rubens, ma sono delle ragazze normali che giocano e si divertono.

## Stile
La sua nuova maniera, iniziata dopo il ritorno dall'Italia e che corrisponde al periodo detto "secco" o "ingresco", è caratterizzata innanzitutto da un disegno più preciso e da zone più piatte, come ne Gli ombrelli (1882-1884) o La danza in città (1883). Nelle Grandi bagnanti Renoir aggiunse un contorno netto, una materiale liscio e una distribuzione uniforme della luce. Egli disegna le forme con più rigore e i colori si fanno più freddi. Egli desiderava che le forme femminili fossero più ritagliate, strutturate, cosa che Camille Pissarro gli rimproverava. I corpi divenivano più importanti dello sfondo anche se questo conservava un proprio ruolo da svolgere. L'artista si ispira molto a Cézanne, con il quale aveva passato un po' di tempo a dipingere all'Estaque dopo il ritorno dall'Italia.